# 教字垭镇
教字垭镇，是中华人民共和国湖南省张家界市永定区下辖的一个乡镇级行政单位。

## 行政区划
教字垭镇下辖以下地区：
教字垭社区、柑子坡村、栗山峪村、丁家峪村、新路村、凉水井村、香炉山村、竹园坪村、七家坪村、中坪村、禹溪村、牛角洞村、十八山村、童家峪村、三龙村、青云桥村、军家垭村、柏杨村、熊家岗村、兴隆村、甘溪村、广溪峪村、陈木岗村、黄官塔村、虎势岗村和宋柳村。